# 금덩이

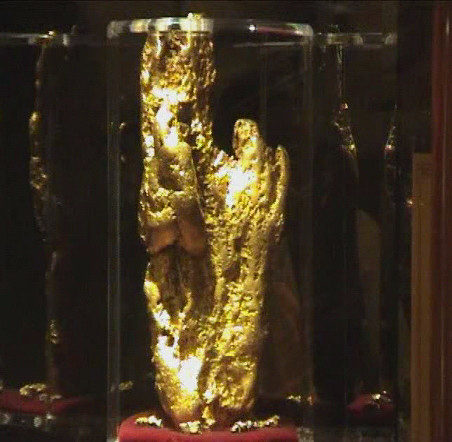
'믿음의 손' 금덩이의 모습.

금덩이(영어: Gold Nugget) 또는 금괴(金塊)는 자연 상태의 금의 덩어리다. 금덩이는 사금의 형태로 나오기도 하고, 광맥에서 떨어진 곳에서 발견되기도 한다.
'웰컴 스트레인저'와 '카나앙 금덩이'가 세계에서 가장 큰 금덩이로 알려져 있으며, 카나앙 금덩이는 자연 상태의 금덩이로 보존돼 있다. 지금껏 알려진 금덩이 가운데 가장 큰 것으로 알려진 웰컴 스트레인저는 1869년에 존 디슨과 리처드 오츠가 오스트레일리아 빅토리아주에서 발견했는데, 총중량은 2,520 트로이 온스(78 kg)에 순중량은 2,218 트로이 온스(69 kg)였다. 웰컴 스트레인저는 1859년 11월에 영국 런던에서 녹여졌다.
카나앙 금덩이는 1983년 9월 13일에 브라질 파라주에서 발견됐으며, 총중량은 1,955 트로이 온스(60.8 kg)에 순중량은 1,682.5 트로이 온스(52.33 kg)이었다. 지금까지 알려진 금덩이 가운데 가장 큰 것 가운데 하나이며 현존하는 금덩이 가운데에서는 가장 크지만 원래 5,291.09 트로이 온스(165 kg)의 금덩이를 캐는 과정에서 부러져 나온 금덩이라는 주장도 있다.
금속 탐지기로 찾은 금덩이 가운데 가장 큰 금덩이는 1980년에 오스트레일리아 빅토리아주에서 발견한 '믿음의 손' 금덩이로 무게는 875 트로이 온스(6.3 kg)다.

## 같이 보기
- 골드 러시
- 골드 바